# جورج ر. فيشر
جورج ر. فيشر (بالإنجليزية: George R. Fischer)‏ هو عالم إنسان أمريكي، ولد في 4 مايو 1937، وتوفي في 29 مايو 2016.